# Le Golem (téléfilm)
Pour les articles homonymes, voir Le Golem.
Pour plus de détails, voir Fiche technique et Distribution.
Le Golem est une adaptation télévisuelle du roman homonyme de Gustav Meyrink réalisée par Jean Kerchbron pour l'ORTF en 1967. 
Marquée par une volonté expressionniste poussée à l’extrême par la liberté prise par son réalisateur, cette adaptation du Golem peut être assimilée à une œuvre de cinéma fantastique. Elle est aussi l’un des derniers téléfilms tournés en noir et blanc. Il a été tourné dans les studios de Joinville et des Buttes-Chaumont, ainsi que quelques scènes dans le château du Haut-Koenigsbourg en Alsace,.

## Résumé
Athanase Pernath (André Reybaz) est tailleur de gemmes dans le ghetto de Prague. Malgré lui, il va être mêlé à la vie de ses voisins. Les histoires de famille, d’escroqueries, de jalousies et de vengeances vont conduire Pernath en prison, alors que plane sur la ville la menace du Golem, ce monstre créé par un rabbin, qui se réveille tous les trente-trois ans.

## Commentaires du réalisateur
En 1967, le réalisateur Jean Kerchbron apporte des réponses sur cette oeuvre dense et difficile pour une diffusion grand public à la télévision. 

« Il s'agissait de savoir d'abord comment traiter le public. Intelligent ou pas ? Nous avons choisi la première solution. L'adaptation et la réalisation sont sans concession et on va jusqu'au bout de ce qu'on cherche à exprimer. Les téléspectateurs y verront peut-être une oeuvre dure et difficile, mais ils découvriront toutes les choses qui les concernent. L'oeuvre est intimiste. Pour ressentir les choses capitales pour sa vie, il faut tenter de trouver des points de repère. Si on ne les trouve pas, il faut se laisser aller pour découvrir la totalité de son caractère et cette extraordinaire liberté que connaissent seulement les enfants et les vieillards. Les images devraient atteindre leur sensibilité. Ce qui m'a intéressé dans ce roman, c'est que l'action se développe sur trois plans : réaliste, philosophique et spirituel. Je pense que la pièce répond aux questions que se posent tous les êtres humains sur leur vie présente et future. Elle me parait venir au bon moment puisque nous avons des problèmes d'angoisse. La télévision n'a pas tout de suite accepté de montrer cette oeuvre. Il nous a fallu quatre ans d'efforts pour y parvenir »

.

## Fiche technique
- Production : ORTF
- Format : Noir et blanc, 16 mm
- Musique : Jean Wiener
- Durée : 110 min
- Date de diffusion : samedi 18 février 1967 sur la Deuxième chaîne de l'ORTF

## Fiche artistique
Adaptation du roman de Gustav Meyrink, Le Golem.
- Réalisation : Jean Kerchbron
- Adaptation : Louis Pauwels et Jean Kerchbron
- Dialogues et présentation : Louis Pauwels
- Image : Albert Schimel
- Prise de vue : Maurice Métivier
- Montage : Guy Fourmond
- Son : Willy Vinck
- Mixage : Paul Bonnefond
- Décors et costumes : Jean Gourmelin
- Chorégraphie : Jean Babilée
- Musique : Jean Wiener

## Distribution
- André Reybaz : Athanase Pernath
- Georges Douking : Zwack
- François Vibert : Wassertrum
- Françoise Winskill : Rosina
- Magali Noël : Angelina
- Alfred Baillou : Jaromir
- Serge Merlin : Loisa
- Pierre Tabard : Charousek
- Marika Green : Myriam
- Robert Etcheverry : Prokop
- Serge Marquand : Frieslander
- Jean Constantin : Loïsitchek
- Michel Etcheverry : Hillel
- Pierre Duncan : Le policier
- Charles Marozi : Le caissier
- Jean Leuvrais : Le commissaire
- André Julien : Fossatca
- Alfred Pasquali : Le juge
- Gilles Segal : Le voyou
- Christian Lude : Laponder
- Guy Kerner : Le greffier
- Isabelle Anderson : La serveuse
- Jean Rupert : Le maître d'hôtel
- Daniel Brémont : Le valet

et les voix de Renaud Mary et Clément Bairam

## Sources
- Télé 7 jours, n°361 du 18 février 1967